# Mycetina idahoensis
Mycetina idahoensis es una especie de coleóptero de la familia Endomychidae.

## Distribución geográfica
Habita en Idaho, Columbia Británica y Oregón.